# Østervrå
Østervrå ist eine dänische Ortschaft mit 1282 Einwohnern (Stand 1. Januar 2023) im Norden Dänemarks. Die Ortschaft liegt im ehemaligen gleichnamigen, eigenständigen Kirchendistrikt Østervrå, der am 1. Oktober in das Kirchspiel (Østervrå Sogn) umgewandelt wurde. Bis 1970 gehörte der Kirchendistrikt zur Harde Dronninglund Herred im damaligen Hjørring Amt, mit der Auflösung der Hardenstruktur wurde der Kirchendistrikt in die Kommune Sæby im neugegründeten Amt Nordjütland aufgenommen, die Kommune wiederum ging mit der Kommunalreform zum 1. Januar 2007 mit anderen Kommunen in der erweiterten Kommune Frederikshavn auf, die zur Region Nordjylland gehört.
Østervrå liegt etwa 15 Kilometer westlich von Sæby und etwa 18 Kilometer nordöstlich von Brønderslev.

## Persönlichkeiten
- Poul Kjærholm (1929–1980), Designer
- Joakim Mæhle (* 1997), Fußballspieler